# Josip Novakovich
Josip Novakovich (né le 30 avril 1956 à Daruvar) est un écrivain et professeur d'université canadien en création littéraire. 

## Biographie
Josip Novakovich naît en 1956 à Daruvar, en République fédérative socialiste de Yougoslavie. En 1976, il émigre aux États-Unis et étudie la littérature à l'université Vassar et Yale. Après ses études, il commence sa carrière en enseignant dans plusieurs universités américaines, puis en 2009, il devient professeur à l'Université Concordia. Il vit à Montréal et enseigne la création littéraire. En 2004, son roman Poisson d'avril figure parmi les dix finalistes au prix international Man Booker,,.

## Littérature
- Poisson d'avril, 2014
- Infidélités : histoires de guerre et de luxure, 2015
- Ex-Yu, 2015
- Trois morts et neuf vies, 2016
- Café Sarajevo, 2016